# NY1
NY1（ニューヨーク・ワン、正式名称：Spectrum News NY1）は、アメリカ・ニューヨーク州にある、地域情報の放送に特化した24時間ケーブルテレビ局向けのニュース専門放送局である。記者がビデオカメラを持って1人で取材するビデオジャーナリズムの先駆的存在としても知られる。
主にニューヨーク市内5区在住のチャーター・コミュニケーションズと、アルティス（元・ケーブルビジョン）のケーブルテレビ加入者向けに配信されていて、視聴可能世帯は約200万。
2016年にチャーター・コミュニケーションズがタイム・ワーナー・ケーブルを買収し、NY1もチャーター・コミュニケーションズの傘下となった。

## 概要
NY1の記者は自らビデオカメラを持って取材に出かけ、リポートの文面を練り、編集作業も行う。
多彩な側面を持つニューヨークを反映した報道機関を目指しているため、様々な人種・民族の記者を採用している。サブチャンネルとして、スペイン語放送のNY1ノティシアス（NY1 Noticias）と交通情報チャンネルのNY1レイル・アンド・ロード（NY1 Rail and Road）も運営している。
CNNに移籍したサンドラ・エンドウも、NY1で記者経験があるジャーナリストとして知られている。
TOKYO MXとは姉妹局の関係にあり、同テレビの『TOKYO MX NEWS』（週末夕方版）→『news FLAG サタデー・サンデー』内でNY1のニュースを放送するコーナーがある。MX開局間もない頃には、NY1が局からすぐに取材に行ける様子を描いたテレビカメラのCMもMXで流れている。

## 歴史

### 創業期
NY1は、タイム・ワーナー・ケーブル（以下「TWC」）のニューヨーク市ケーブルグループの社長であるリチャード・アウレリオによって考案された。アウレリオは当時、「ニューヨーク市には、市内をカバーする独自の24時間年中無休のニュース専門テレビ局が必要だ」と感じていたという。1992年9月8日に「NY1」が開局。もともとは、同市マンハッタン区西42番通り460番地にあるナショナル・ビデオ・センター4階のニュースルームで、ニュース副社長のポール・セーガンとニュースディレクターのスティーブ・パウルスの指導の下で運営されていた。施設の建設は、開局の1か月半前である7月15日に完了したが、同チャンネルに新しく採用された記者は、実際にはビデオジャーナリズムの「ブートキャンプ」に参加して、開局1か月前に業務を開始した。
NY1の記者の中には、他の市場で独自のカメラを使用した人もいたが、ほとんどはジャーナリズムの技術的側面に触れていなかった。トレーニングに続いて、記者と残りのスタッフは、4週間のリアルタイムリハーサルを含む、追加の2か月間のトレーニングに参加した。最後の数週間には、マンハッタンのウエストサイドにあった元郵便局の建物が崩壊するという、分岐点となる出来事が起こった。放送開始前ではあったが、NY1の記者たちはすでに完全に機能しているかのようにこの話題を取り上げ、生存者と目撃者にインタビューした。
2001年9月11日のアメリカ同時多発テロ事件発生後、ワールドトレードセンター付近のマンハッタン区ダウンタウンのバッテリー・パーク・シティにあるケーブルテレビ向けチャンネル「Oxygen」（2000年開局・2007年10月、NBCユニバーサルに買収）の本社から定時放送ができなかったため、NY1の放送は一時的にOxygenを介して国際的に送信された。同年、TWCはオールバニ郡の市場のデジタルケーブルテレビの加入者にNY1の提供を開始した（2002年10月に姉妹局のケーブルニュースチャンネル「Capital News 9」立ち上げ後も、そのシステムを維持していた）。その後、同チャンネルは他の市場（主にニューヨーク州北部）のTWC系統に追加された。
2002年1月、マンハッタン区チェルシー9番街75番地（西15〜16番通りの間）のチェルシーマーケットの6階にあるオールデジタルの新施設に移転した。2003年6月30日、TWCは、デジタルケーブルテレビ加入者向けのスペイン語放送「NY1ノティシアス（NY1 Noticias）」を立ち上げた。2005年には、TWCの顧客向けビデオオンデマンドサービス「NY1 on Demand」を開始。これはプロバイダーであるニューヨーク市系統の1111チャンネルで利用できる。
2004年5月、東京メトロポリタンテレビジョン（TOKYO MX）と姉妹局契約を締結し、同年6月からは、NY1内にTOKYO MXニューヨーク事務所を開設した。以来、ニューヨークからのリポートを、東京が受けるというスタイルで毎日伝えている。
2008年、NY1はTWCのデジタル701チャンネルで高解像度の同時放送を開始したが、チャンネルが移行するまで、元々はピラーボックス形式（「NY1」ロゴのサイドパネルを備えた4:3画像）でのみ放送されていた。2009年10月に16:9のワイド画面に変更された。

### 「Time Warner Cable News NY1」へのブランド変更
2013年3月14日、TWCは、NY1およびその他の地域ニュースチャンネル（News 14 Carolina及びYour News Nowネットワークを含む）を同年末までに「Time Warner Cable News」というブランドに変更する計画を発表し、同時にそれぞれに新しいロゴと標準化されたグラフィックパッケージを採用した。名称変更の理由は、TWC加入者はプロバイダーが地域のニュースチャンネルを所有しており、そのシステムにほぼ独占的であることを知らなかったという会社側の認識によるものだった（NY1は例外で、ニューヨーク市の市場でも、都市圏のケーブルテレビ会社「ケーブルビジョン」によって届けられている）。
NY1の名前変更案は、ブランドがよく知られていることと、ニューヨーク市域の顧客によるプロバイダーのサービスに不満があることから、TWC加入者の間で論争が巻き起こった。同社は、NY1ブランドを維持する可能性を探り、同社の所有権への放送中の言及も何らかの形で含めたが、幹部は、ブランド変更がチャンネルのニュース形式やリポートスタイルに影響を与えないことを確認した。
同年11月20日、TWCはNY1の名前の先頭に「Time Warner Cable News」を追加することを発表したが、「NY1」は引き続きメインブランドとして放送で使用される。リニューアルされたブランドと新しいグラフィック及びBGM（2001年よりチャンネルで使用されているロゴの修正版を含め、「Time Warner Cable News」ロゴと共に改められた）は同年12月16日に発効した。

### 「Spectrum News NY1」に再改名
2016年5月18日、TWCがチャーター・コミュニケーションズ（以下「チャーター」）に買収されたことにより、「Time Warner Cable News」のブランドは、同年11月15日以降、「Spectrum News」（同社のケーブルサービスブランド「Spectrum」に因んで名付けられた）に置き換えられた。NY1の名称は、特に放送上はまだ使用されているが、NY1の名前の先頭に「Spectrum News」ブランドが組み込まれ続けている。
2017年3月30日、チャーターはNY1の大規模リストラの計画を発表した。数人の記者が解雇され、一部の番組が今後数か月で打ち切られたためである。チャーターのスポークスマンは、「他のネットワークと同様に、視聴者にリーチして引きつけるためのより良い方法を見つけるために絶えず進化している。私たちは、より多くの背景、詳細な報告、分析、説明を提供し、『Spectrum News』をSpectrum加入者の生活に欠かせない、より関連性の高い思慮深い会話を育むことにより、可能な限り最も説得力のある情報とエンターテインメントを提供しようとしている。視聴者の共感を呼ぶストーリーをより適切にカバーするよう努めるにつれて、番組やスタッフの配置が変わることがある」と述べた。
このリストラの翌日である同年4月1日、NY1の発案者であるリチャード・アウレリオはこの動きを強く批判し、NY1が堅固な地元のニュースチャンネルから「金儲けの機械」に変わったことを認めた。アウレリオはまた、特に長年放送されていた番組 『ザ・コール（The Call）』と『ニューヨーク・タイムズ・クローズ・アップ（NY Times Close Up）』の打ち切り後、NY1が焦点を当てるべきであった地元報道の軽視を指摘し、「彼らは本当に都市へのコミットメントを放棄している」と主張した。

## 形式
NY1で最も一般的な番組構成として、毎時前半と後半から放送される30分間の「ニュースホイール」である。毎時00分と30分に1分間のヘッドライン「NY1 Minute」から始まり、直後と10分毎に天気予報「Weather on the 1s」、その他は、ニューヨーク都市圏の話題に重点を置いたもので、ほとんどが録音されたニュース枠で埋め尽くされている。毎時15分頃にコマーシャルを放送する仕組みとなっている。
| 分 | コーナータイトル・内容 | 備考                                             |
| -- | ---------------------- | ------------------------------------------------ |
| 00 | NY1 Minute             |                                                  |
| 01 | Weather on the 1s      |                                                  |
| 02 | ニュース               |                                                  |
| 09 | コマーシャル           |                                                  |
| 11 | Weather on the 1s      |                                                  |
| 12 | ニュース               |                                                  |
| 14 | コマーシャル           |                                                  |
| 15 | Your News              |                                                  |
| 19 | コマーシャル           |                                                  |
| 21 | Weather on the 1s      |                                                  |
| 22 | ニュース               |                                                  |
| 24 | NY1 Lifestyles         |                                                  |
| 26 | 前半エンディング       |                                                  |
| 28 | コマーシャル           |                                                  |
| 30 | NY1 Minute             |                                                  |
| 31 | Weather on the 1s      |                                                  |
| 32 | ニュース               |                                                  |
| 39 | コマーシャル           |                                                  |
| 41 | Weather on the 1s      |                                                  |
| 42 | ニュース               |                                                  |
| 43 | From the Floor         | ニューヨーク証券取引所から最新の値動きを伝える。 |
| 45 | コマーシャル           |                                                  |
| 47 | ニュース               |                                                  |
| 49 | コマーシャル           |                                                  |
| 51 | Weather on the 1s      |                                                  |
| 52 | ニュース               |                                                  |
| 54 | NY1 Lifestyles         |                                                  |
| 56 | 後半エンディング       |                                                  |
| 57 | コマーシャル           |                                                  |
| 59 | Community Calendar     |                                                  |

ほぼ全てのニュース記事が事前録音されており、ライブで発生しているように見せかけたコーナーもある。NY1のリポーターからのフィールドリポート中の「ライブ」インジケーターの代わりに、チャンネルで見られるほとんどのニュース記事には、リポーターが「現場にいる」/「現場にいた」ことを示すだけの画面上のグラフィックがある。これは、リポートが最初に放送された際、元々ライブで表示されていた可能性があるが、最新ニュースイベントを更新しない限り、再放送された後ではないためである。さらに、リポーターは通常、ビデオカメラ（ビデオジャーナリズムとして知られる慣行）を使用して自分のニュース記事を録音し、これらの録音されたリポートをニュースルームに送信して、放送用に編集する。開局当時のNY1だけに特有の慣習である、リポーターが自分のニュース記事と周囲のナレーションを記録する「ワンマンバンド」モードのジャーナリズムは、現在、アメリカ中の殆どのローカルニュース放送の標準となっている。

### ローカル制作の番組

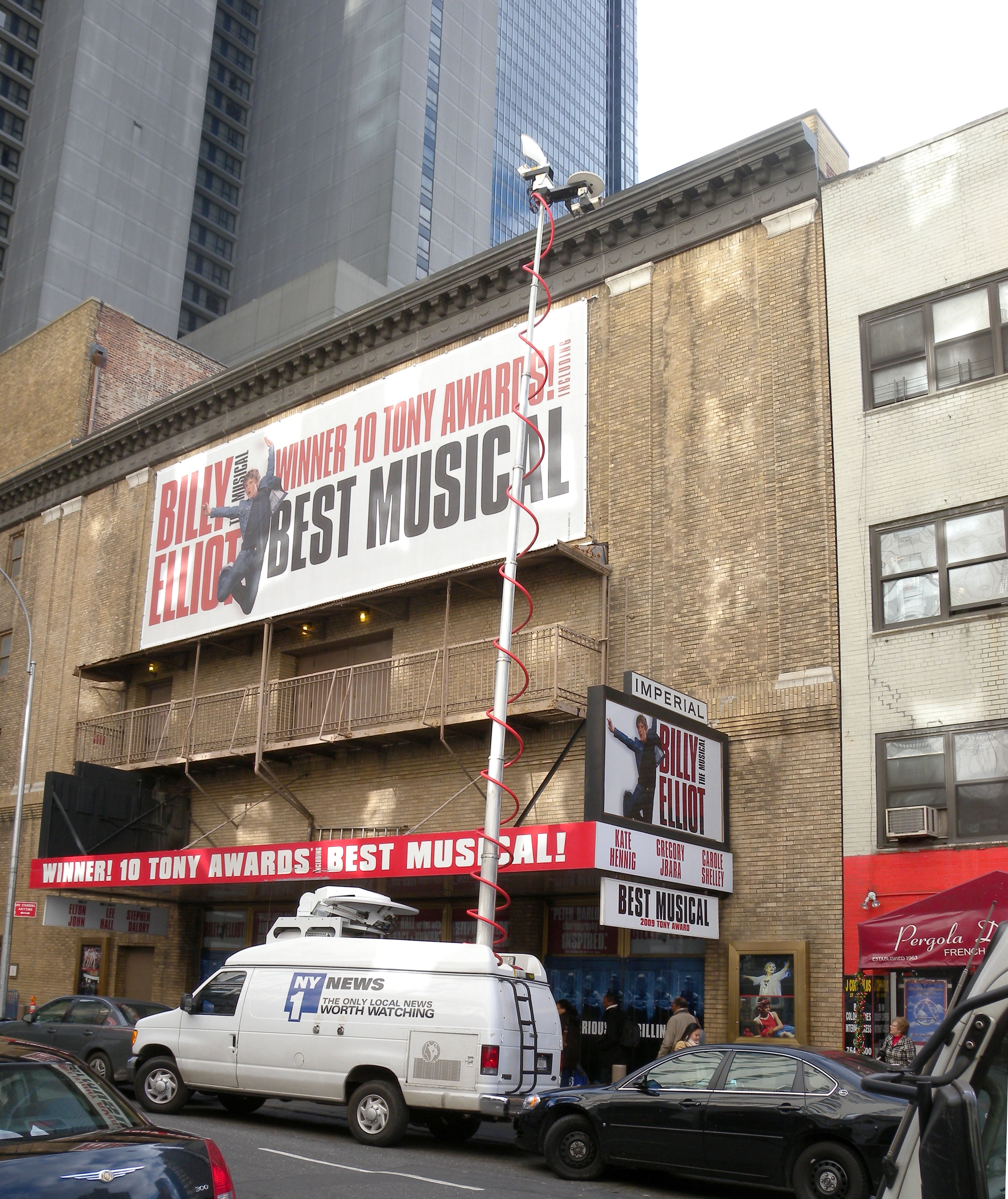
中継放送用バン。

#### Mornings on 1
2017年10月23日に開始した『Mornings on 1（モーニングス・オン・ワン）』は、平日朝に3時間の生放送のニュース番組（平日6:00から9:00まで放送）で、ローカルニュース、ヘッドライン、政治、天気、交通機関リポートをダイナミックに組み合わせて、ニューヨーカーが情報に基づいて1日の始まりを迎えられるように設計されている。 『Mornings on 1』は、パット・キアナン（Pat Kiernan）、気象学者のエリック・アダム（Erick Adame）、交通リポーターのジェイミー・ステルター（Jamie Stelter）、ビジネスアンカーのアニカ・パーガメント（Annika Pergament）がアンカーを務めている。

#### イン・フォーカス・ウィズ・シェリル・ウィルズ（In Focus with Cheryl Wills）
『イン・フォーカス・ウィズ・シェリル・ウィルズ（In Focus with Cheryl Wills）』は、『NY1 Live at Ten』のアンカーであるシェリル・ウィルズ（Cheryl Wills）がホストを務める30分間の広報番組。ニューヨーカーに影響を与える様々なトピックに関するニュースメーカーの円卓会議（ラウンドテーブル）からの視点を特徴としている。

#### インサイド・シティ・ホール/ロード・トゥ・シティ・ホール（Inside City Hall / Road to City Hall）
『インサイド・シティ・ホール（Inside City Hall）』（ニューヨーク市長選挙期間中には『ロード・トゥ・シティ・ホール（Road to City Hall）』と改名）は、エロール・ルイス（Errol Louis）がホストを務める平日夜の政治番組で、地方政治と国政の両方をカバーしている。NY1とその州北部の姉妹チャンネルは、多くの政治的討論に協力し（そして後援し）、これらの報道は『インサイド・シティ・ホール』のプレゼンテーションを使用している。

#### NY1 Live at Ten
2018年1月15日に開始した『NY1 Live at Ten（ニューヨーク・ワン・ライブ・アット・テン）』は、一日のニュースの完全なサマリーと明日の予定を伝える平日夜の1時間のニュース番組です。同番組は、シェリル・ウィルズ（Cheryl Wills）にがアンカーを務め、天気予報は、気象キャスター代表のジョン・ダビット（John Davitt）が伝える。22:00のニュース番組は、地元のスポーツケーブルチャンネルおよび姉妹ネットワークのスポーツネット・ニューヨークとアウトソーシング契約を結んでおり、2017年9月にNY1のスポーツ部門が閉鎖された後、チャンネルの4 ワールドトレードセンター施設のスタッフを活用してプロおよび大学のスポーツのハイライトを取り上げている。

#### オン・ステージ（On Stage）
『オン・ステージ（On Stage）』は、1998年5月4日に開始された30分間の番組。現在フランク・ディレラ（Frank DiLella）がホストを務めており、主にニューヨーク市の劇場シーンに関するリポートと、同地域の劇場公演に関するリポートを特集している。

### 過去の番組

#### ザ・コール（The Call）
2005年7月25日に開始された『ザ・コール（The Call）』は、ジョン・シウモ（John Schiumo）がホストを務める生放送の1時間の視聴者電話参加（call-in）型兼書き込み投票（write-in）型ニュースショーだった。一日中、視聴者はその日のトップニュースに投票するように促され、トップニュースに関する電子メールアラートを受け取った後、シウモとトピックについて話し合うために書くか電話をかけるように求められた。視聴者の要望に応えて、2012年1月に番組を1時間に延長した。2017年4月6日に終了された。

#### News at Eleven
NY1は、時間枠内の地域の放送テレビ局で深夜のローカルニュース番組と競争するために、2007年1月22日に『NY1 News at Eleven』（後に『Time Warner Cable News NY1 at Eleven』→『Spectrum News NY1 at Eleven』と改名）というタイトルの毎晩23:00のニュース番組をデビューさせた。同番組は、平日夜はルイス・ダッドリー（Lewis Dodley）、週末はシェリル・ウィルズ（Cheryl Wills）が最後にアンカーを務めた。23:00のニュース放送は、2017年9月28日の放送に続いて静かに終了された。

#### ニューヨーク・タイムズ・クローズ・アップ（The New York Times Close Up）
1992年9月8日に開始された『ニューヨーク・タイムズ・クローズ・アップ（The New York Times Close Up）』（元々は『ニューヨーク・クローズアップ（New York Closeup）』というタイトル）は、ニューヨーク・タイムズ都市問題特派員のサム・ロバーツ (新聞記者)がホストを務め、同紙に関連して制作された。同番組は、日曜日の同紙から最も説得力のあるリポートの内部プレビューを視聴者に提供し、記者・特派員が記事を提示した。同紙の記者、コラムニスト、編集者がニューヨーク市エリアでの放送週のトップストーリーを調べた。2017年4月8日にNY1での最後回が放送され、同年9月15日より『ニューヨーク・タイムズ・クローズ・アップ（The New York Times Close Up）』がCUNY TVで放映された。

#### Sports on 1: The Last Word
1992年9月8日に開始された『Sports on 1: The Last Word（スポーツ・オン・ワン:ザ・ラスト・ワード）』は、地元のスポーツの試合結果とその日のヘッドラインのサマリーを提供する生放送の55分間の視聴者電話参加（call-in）型スポーツ番組（毎晩23:35に放送）だった。フィル・アンドリュース（Phil Andrews）、ケビン・ギャリティー（Kevin Garrity）、ダリオ・メレンデス（Dario Melendez）が様々な日にホストを務めた。2017年9月28日に最終回を放送した。

#### スポットライトNY（Spotlight NY）
2017年12月2日に開始した『スポットライトNY（Spotlight NY）』は、週末午後のアンカーであるヴィヴィアン・リー（Vivian Lee）がホストを務める30分間の番組で、街の芸術と文化を探求した。2年後の2019年1月6日に最終回を放送した。

## ニュースチーム

### 現在のスタッフ
- エロール・ルイス（英語版） - 政治記者及び『インサイド・シティ・ホール』『ロード・トゥ・シティ・ホール』ホスト
- パット・キアナン（英語版） - 平日朝のアンカーと『モーニングス・オン・1』アンカー
- ラシェル・ブーン（英語版） - 一般的な割り当て記者
- サリーアン・モジー（英語版） - 気象学者

### 過去のスタッフ
- エイサ・アーロンズ（英語版） - 雇用記者（2009年〜2012年）、現：WJCL (TV)（英語版）
- ドミニク・カーター（英語版） - 『インサイド・シティ・ホール』『ロード・トゥ・シティ・ホール』及び上級政治記者のホスト（1992年〜2009年）、現：WRNN-TV
- スティーブ・カンジャロシ（英語版） - スポーツアンカー・記者（1992年〜2000年）、現：MSGプラス（英語版）、MSGネットワーク（英語版）、及びWEPN-FM（英語版）
- デューク・カスティリオーネ（英語版） - 『スポーツ・オン・1』（2000年〜2005年）のスポーツキャスター、現：WCVB-TV
- デボラ・ファイエリック（英語版） - アンカー・記者（1992年〜2000年、現：CNN）
- ステイシー＝アン・グーデン（英語版） - 平日朝の気象学者（2017年〜2019年、現：WPIX）
- タイナ・ヘルナンデス（英語版） - 政治記者（1997年〜2001年、退職後はABCニュース→WNYW）
- グレッグ・ケリー (ジャーナリスト)（英語版） - 政治問題記者（2000年〜2002年、退職後はWNYW→現：ニュースマックステレビ（英語版））
- マット・マクルーア (アナウンサー)（英語版） - ビジネスアンカー（2013年〜2019年、現：iHeartMedia（英語版）エグゼクティブプロデューサー）
- ケリー・リヨン（英語版） - 記者（1997年〜2002年）
- ゲイリー・アンソニー・ラムゼイ（英語版） - アンカー・記者（1992年〜2007年）
- キャロル・アン・リデル（英語版） - 記者（1992年〜1996年、退職後はWNBCへ）
- サム・ロバーツ (新聞記者)（英語版） - 『ニューヨーク・タイムズ・クローズアップ』ホスト（1992年〜2017年）
- ニール・ローゼン (ジャーナリスト)（英語版） - 映画評論家（1992年〜2017年）
- メリッサ・ルッソ（英語版） - 政治記者（1992年〜1998年、現：WNBC）
- ジェレミー・シャープ（英語版） - 政治記者（1992年〜1993年）、現：ESPN
- アンドリュー・シュメルツ（英語版） - ブルックリンと朝担当の記者（1994年〜1998年）、元WABCビジネスアンカー、現：ホップスコッチ・エアCEO
- ローマ・トーレ（英語版） - 平日午後のアンカーと演劇評論家（1992年〜2020年）
- アリシア・ヴィタレッリ（英語版） - 記者、現：WPVI-TV